# Pierre Levée du Grand Gât
La Pierre Levée du Grand Gât, appelée aussi Pierre Chète, est un dolmen situé sur la commune de Moutiers-sous-Argenton, dans le département des Deux-Sèvres.

## Historique
Des fouilles y furent probablement pratiquées vers 1930 par l'abbé Michaud. Le dolmen est classé au titre des monuments historiques en 1970.

## Description
La chambre est délimitée au nord-est, par deux orthostates, dont l'un a été soigneusement débité, le second est en position oblique et s’appuie sur un petit bloc placé dans la chambre. Une massive et longue dalle (3,10 m de long sur 1 m de large au maximum) non dégrossie côté sud-ouest et une dernière côté sud-est achèvent de fermer la chambre. L'ensemble est surmonté d'une unique table de couverture en équilibre précaire qui ne couvre pas complètement la chambre. Il est probable qu'elle était complétée à l'origine  par une dalle supplémentaire, désormais détruite. La table de couverture est en poudingue siliceux. Les orthostates sont en granite rose de Thouars et en granite à biotite du massif des Aubiers.

## Fouilles
L'abbé Michaud y aurait découvert des coquilles perforées constituant des éléments d'un collier.

## Folklore
Le toponyme Grand Gât pourrait être une allusion à Gargantua.